# صندوق النقد العربي
صندوق النقد العربي هو منظمة عربية إقليمية، تأسست عام 1976، وبدأ عملياتها عام 1977، وهي منظمة تعمل تحت مظلة جامعة الدول العربية ومقره في عاصمة دولة الإمارات العربية المتحدة، أبو ظبي.

## الاهداف
الأهداف الرئيسة للصندوق هي تحقيق التوازن في المدفوعات للدول الأعضاء، وإزالة القيود المفروضة على المدفوعات بين الدول الأعضاء، وتحسين التعاون النقدي العربي، وتشجيع تطوير الأسواق المالية العربية، مما يمهد الطريق للعملة العربية الموحدة، وأخيرا تشجيع وتعزيز التجارة بين الدول الأعضاء.
تحدد مواد الاتفاقية أهداف الصندوق على النحو التالي:
- تصحيح عدم التوازن في ميزان مدفوعات الدول الأعضاء ؛
- تعزيز استقرار أسعار الصرف بين العملات العربية، لجعلها قابلة للتحويل المتبادل، وإزالة القيود المفروضة على المدفوعات الجارية بين الدول الأعضاء.
- وضع السياسات وأساليب التعاون النقدي لدفع عجلة التنمية الاقتصادية العربية في الدول الأعضاء.
- تقديم المشورة بشأن استثمار الموارد المالية للدول الأعضاء في الأسواق الخارجية، متى طلب منها ذلك ؛
- تعزيز تنمية الأسواق المالية العربية.
- تشجيع استخدام الدينار العربي كوحدة حسابية وتمهيد الطريق لإنشاء عملة عربية موحدة.
- تنسيق مواقف الدول الأعضاء في التعامل مع المشكلات الاقتصادية والنقدية الدولية.
- توفير آلية لتسوية المدفوعات الجارية بين الدول الأعضاء من أجل تعزيز التجارة فيما بينها.

الأجهزة الرئيسية لصندوق النقد العربي هي مجلس المحافظين ومجلس المديرين التنفيذيين والمدير العام. مجلس المحافظين (الجمعية العامة) هو أعلى سلطة مسؤولة عن صياغة سياسات التكامل الاقتصادي العربي وتحرير التجارة بين الدول الأعضاء المقيمة. في مجلس المحافظين، يتم تمثيل كل دولة عضو بمحافظ معين ونائب محافظ يعملان لمدة خمس سنوات. يتألف مجلس المديرين التنفيذيين من ثمانية أعضاء غير مقيمين ينتخبهم مجلس المحافظين لمدة ثلاث سنوات قابلة للتجديد ويرأسها المدير العام. يتم تعيين المدير العام أيضًا في مجلس الإدارة ولكن لمدة خمس سنوات بحد أقصى. يشغل المدير العام منصب المدير العام لصندوق النقد العربي.
توزع المنظمة أعمالها من خلال مختلف المكاتب والإدارات واللجان والأقسام. يشرف المدير العام على لجنة مكرسة للقروض وأخرى مخصصة للاستثمارات من أجل التمكن من تقديم توصيات بشأن سياسات القروض والاستثمار إلى مجلس المدير التنفيذي. بالإضافة إلى ذلك، فإن هذا الشخص مسؤول عن إجراء وتقديم تقرير سنوي إلى مجلس الإدارة.

## تاريخ

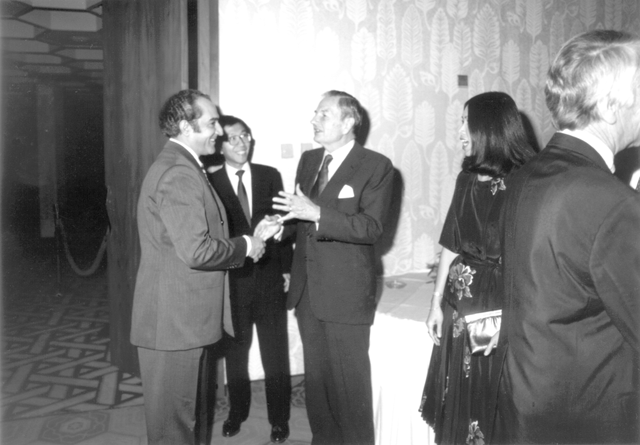
1980: ديفيد روكفلر خلال زيارته لأبو ظبي، (يمين) يصافح جواد هاشم (يسار) رئيس صندوق النقد العربي في ذلك الوقت، يناقش إعارة نمر قيردار من تشيس مانهاتن إلى صندوق النقد العربي، مع نية الشروع في دراسة تفصيلية لتأسيس كيان استثماري بأبعاد دولية.

جواد هاشم هو أول رئيس ومدير لصندوق النقد العربي من 1977 إلى 1982. عام 1982 قام صندوق النقد العربي بالتمويل والإشراف على إطلاق إنفستكورب. تم نقل نمير قيردار من تشيس، حيث نصح صندوق النقد العربي، إلى أبو ظبي لتطوير الصندوق الجديد. كان عمر العقاد المستثمر الأول في هذا الصندوق.
عام 1982، افتتح صندوق النقد العربي مبنى صندوق النقد العربي في أبو ظبي. عام 1988، بدأ صندوق النقد العربي إجراءات مدنية ضد رئيسه السابق جواد هاشم لاستعادة الأموال التي اختلسها (تقدر بـ 50 مليون دولار) خلال فترة ولايته. وتبع ذلك نزاع قانوني دام 20 عامًا بين صندوق النقد العربي وجواد هاشم. عام 1992، نشر صندوق النقد العربي تقريره الاقتصادي العربي السنوي الذي كشفت فيه المؤسسة أن الدول العربية قد خسرت ما مجموعه 620 مليار دولار خلال غزو الكويت. 84 مليار دولار فقط مدفوعات مباشرة من السعودية والكويت والإمارات الخليجية إلى الولايات المتحدة وبريطانيا وفرنسا فيما يتعلق بالنفقات العسكرية.
في يونيو 2010، منح الصندوق  قرضاً بقيمة 76 مليون دولار للأردن لإجراء إصلاحات مالية رئيسية. في ديسمبر 2010، منح صندوق النقد العربي قرضاً بقيمة 200 مليون دولار لليمن لدعم برامج إعادة الهيكلة الاقتصادية. تم منح 800 مليون دولار لليمن حتى هذا التاريخ. في سبتمبر 2012، منح صندوق النقد العربي قرضًا بقيمة 127 مليون دولار للمغرب لمساعدة البلاد على مواجهة ارتفاع أسعار المواد الغذائية.
في مارس 2014، تم تعيين عبد الرحمن بن عبد الله الحميدي، الرئيس السابق للبنك المركزي السعودي، مديرًا عامًا ورئيسًا لمجلس إدارة صندوق النقد العربي.
في أبريل 2015، وقعت مجموعة البنك الدولي وصندوق النقد العربي شراكة لتعزيز التعاون في منطقة الشرق الأوسط وشمال إفريقيا. في مايو 2016، دعا صندوق النقد العربي البنوك المركزية إلى زيادة التزاماتها للتمويل الإسلامي، وضغط عليها لاستخدام أدوات متوافقة مع الشريعة الإسلامية لإدارة التزاماتها المالية قصيرة الأجل. في مايو 2017، قدم صندوق النقد العربي قرضًا بقيمة 332 مليون دولار للحكومة المصرية لتعويض تراجع السياحة في البلاد. في أبريل 2018، أعلن صندوق النقد العربي عزمه على إنشاء كيان إقليمي مستقل خاص به لتصفية وتسوية المدفوعات البينية العربية.
في 21 نوفمبر 2023، قرر مجلس محافظي الصندوق تعيين الدكتور فهد بن محمد بن علي التركي مديرًا عامًا ورئيسًا لمجلس المديرين التنفيذيين، خلفًا للدكتور عبد الرحمن بن عبد الله الحميدي، على أن تبدأ ولايته الرسمية في 27 نوفمبر 2023. يتمتع الدكتور التركي بخبرة واسعة في مجالات الاقتصاد والسياسات العامة، حيث شغل قبل تعيينه في الصندوق منصب نائب رئيس مركز الملك عبد الله للدراسات والبحوث البترولية (KAPSARC)، وكان سابقًا كبير الاقتصاديين ورئيس البحوث لدى بنك الجزيرة.

## الموقع والأعضاء

أعضاء صندوق النقد العربي

يقع المقر الرئيسي لصندوق النقد العربي في مدينة أبو ظبي، عاصمة دولة الإمارات العربية المتحدة.
الدول الأعضاء (22) هي:
- مصر
- الجزائر
- البحرين
- جزر القمر
- جيبوتي
- العراق
- الأردن
- الكويت
- لبنان
- ليبيا
- موريتانيا
- المغرب
- عُمان
- فلسطين
- قطر
- السعودية
- الصومال
- السودان
- سوريا
- تونس
- الإمارات العربية المتحدة
- اليمن

## الهيكل التنظيمي
يتكوّن مجلس المديرين التنفيذيين من تسعة أعضاء، يرأسهم المدير العام، وتشمل العضوية ثمانية مديرين تنفيذيين غير مقيمين يتم انتخابهم من قِبل مجلس المحافظين وفقًا لإجراءات اتفاقية الصندوق.  يشغل الدكتور فهد بن محمد التركي حالياً منصب المدير العام ورئيس مجلس المديرين التنفيذيين، للفترة الممتدة من 27 نوفمبر 2023 حتى 30 يونيو 2025.
مجلس المحافظين (الجمعية العامة) هو الهيئة العليا للصندوق، ويتكوّن من المحافظين ونواب المحافظين المعينين من الدول الأعضاء. تُعيَّن عضويتهم للفترة القياسية البالغة خمس سنوات قابلة للتجديد، ويضم كل من المحافظ ونائبه، الذين يمثلون دولة العضو في إطار صياغة السياسة الاقتصادية والتمويلية العربية .
إدارة الصندوق تتوزّع عبر فروع متعددة تشمل الشؤون القانونية، والإدارية، ومراجعة السياسات، والخزينة والاستثمارات وغيرها، وذلك تحت إشراف المدير العام المكلف بإعداد توصيات السياسات المتعلقة بالمديونية والاستثمارات، وتقديم تقرير سنوي لمجلس المديرين التنفيذيين .

## أيضاً
- جامعة الدول العربية
- العالم العربي
- مجلس الوحدة الاقتصادية العربية